# 美川王

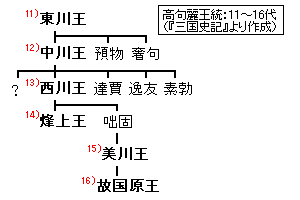
三国史记中的高句丽世系

美川王（？—331年），高句麗第15代王，300年－331年在位。姓高，諱乙弗，一作憂弗（《三国遺事》作瀀弗）。又称好壤王（《三国遺事》作好穰王）。第13代西川王的儿子高咄固（第14代烽上王之弟）之子。《魏書》作乙弗利。
293年九月，烽上王以乙弗之父咄固有叛乱之意，賜死咄固，乙弗害怕被伯父殺害，逃出王宮。在鴨緑江作工販鹽，300年九月，国相倉助利废黜烽上王，拥立乙弗继承王位。
美川王乘西晋混乱，入侵辽东晋朝领土。302年九月，率三万軍队侵入玄菟郡，俘虏八千人，迁至国内城附近的襄平城。311年8月，襲取遼東郡西安平。313年10月，入侵乐浪郡，314年，入侵带方郡。315年2月，攻克玄菟城。西晋平州刺史崔毖誘高句麗与段部、宇文部一起进攻鮮卑慕容廆，宇文部先进攻，大敗。319年12月，崔毖亡命高句麗。慕容廆之子慕容仁鎮守遼東。高句麗将軍如孥鎮守河城，慕容廆派遣將軍張統急襲河城，俘虏千余人迁至棘城（遼寧省朝陽市東南）。320年，美川王再侵遼東，慕容仁和慕容翰将他击败。330年，美川王向後趙石勒朝貢，抑制鮮卑勢力。美川王将10段階官位制改为3段階。美川王在位32年，331年2月死去。342年，前燕慕容皝侵入高句丽，发掘了美川王的王陵，带走了他的尸体。

## 家庭

### 妻妾
- 王后周氏

### 子女
- 子

1. 故國原王高斯由
2. 高武（朝鲜语：고무 (고구려)）